# Jiutaisaurus
Jiutaisaurus là một chi khủng long, được Wu W. H. Dong Sun Li C. & Li T. mô tả khoa học năm 2006.